# Galphimia platyphylla
Galphimia platyphylla är en tvåhjärtbladig växtart som beskrevs av Robert Hippolyte Chodat. Galphimia platyphylla ingår i släktet Galphimia och familjen Malpighiaceae. Inga underarter finns listade i Catalogue of Life.